# Upemba-Litschi
Der Upemba-Litschi (Kobus anselli) ist eine vom Aussterben bedrohte Antilopenart aus der Gattung der Wasserböcke, die in den Sümpfen der Kamalondo-Depression im Süden der Demokratischen Republik Kongo vorkommt. Der Trivialname verweist auf den im Verbreitungsgebiet der Art liegenden Upembasee. 2025 wurde die Spezies zum ersten Mal lebend fotografiert.

## Merkmale
Der Upemba-Litschi ähnelte der Letschwe (Kobus leche) ist aber kleiner und zierlicher und entspricht damit dem Bangweulu-Litschi (Kobus smithemani). Lebende Exemplare wurden jedoch niemals vermessen. Das Fell ist hell rötlichbraun, wobei die Körperseiten und der Hals heller sind als der Rücken. Brust, Bauch und die Innenseiten der Beine sind weiß. Auf der Unterseite des Halses verläuft ein schmaler heller Streifen. Er endet meist  vor dem oberen Drittel des Halses. Auf der Vorderseite der Vorderbeine befinden sich schmale schwarzbraunen Streifen. Die Hinterbeine sind unterhalb der Sprunggelenke dunkel. Der lange Schwanz ist nur spärlich rötlichbraun behaart. Die Endquaste ist schwarz. Die Stirn und der Nasenrücken sind dunkler gefärbt als der Rest des Kopfes. Die Augen sind von weißen Ringen umgeben. Auch die Lippen und das Kinn sind weiß. Die Hinterseiten der Ohren sind hellbraun, die Innenseiten der Ohren und die Ränder sind normalerweise weiß. Es gibt jedoch auch Exemplare mit dunkel gefärbten Ohren. Nur die Männchen haben Hörner. Sie sind relativ schlank und auf dem größten Teil der Länge stark geriffelt. Die Hörner können 41 bis 67 Zentimeter lang werden und der Abstand von Spitze zu Spitze beträgt 19,4 bis 47,4 Zentimeter. Knapp über ihrer Basis spreizen die Hörner nach außen, biegen dann nach hinten, verlaufen annähernd parallel und kurz vor den Spitzen biegen sie sich nach oben.

## Lebensraum und Lebensweise

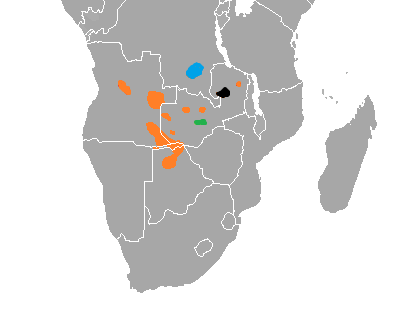
Verbreitungsgebiete der Kobus leche-Gruppe:
Kobus anselli
Kobus kafuensis
Kobus leche
Kobus smithemani

Der Lebensraum der Upemba-Litschi besteht aus jahreszeitlich überflutetem Grasland und Sümpfen, die mit Schilf und Papyrus bewachsen sind. Über die Ernährung, die Aktivitätsmuster der Art und ihre Fortpflanzungsbiologie stehen keine genaueren Daten zur Verfügung. Es wird angenommen, dass das Verhalten weitgehend dem anderer Wasserböcke aus der Kobus leche-Gruppe entspricht. Die saisonalen Wanderungen der Antilope folgen dem Anstieg und Rückgang der jährlichen Überschwemmungen. Flachwasserhabitate werden ganzjährig bewohnt.

## Systematik
Der Upemba-Litschi wurde 2005 durch den simbabwischen Zoologen Fenton Cotterill 2005 erstmals wissenschaftlich beschrieben und nach dem britischen Mammalogen William Frank Harding Ansell benannt. Die Zoologen Colin Peter Groves und Peter Grubb erkannten die Eigenständigkeit der Art in ihrer im Jahr 2011 vorgelegten Revision der Hornträger an. Kingdon und Mitautoren ordnen den Upemba-Litschi dagegen als Unterart der Letschwe zu.

## Gefährdung
In den späten 1970ern wurde die Population der Upemba-Litschi auf 20.000 Exemplare geschätzt. 2017 schätzte die IUCN den Bestand auf 600 bis 1000 Exemplare und die Art ist vom Aussterben bedroht. 2025 gab es vermutlich weniger als 100 Exemplare. Der Hauptgrund für den starken Bestandsrückgang ist die Jagd.